# Estación de Tremañes-Carreño
Tremañes, por Adif también denominado Tremañes-Carreño, es un apeadero ferroviario situado en el concejo de Gijón en el Principado de Asturias. Forma parte de la red de vía estrecha operada por Renfe Operadora a través de su división comercial Renfe Cercanías AM. Está integrado dentro del núcleo de Cercanías Asturias. Pertenece a la línea C-4 (antigua F-4) que une Cudillero con Gijón.
A 500 metros hacia el sureste existe una parada homónima en la línea del Ferrocarril de Langreo, usada por la línea C-5 que transcurre entre Laviana y Gijón.

## Situación ferroviaria
La estación se encuentra en el punto kilométrico 318,09 de la línea férrea de ancho métrico que une Ferrol con Gijón, a 15,2 metros de altitud.

## La estación
Está ubicada en Tremañes una antigua parroquia integrada en 1981 en el área metropolitana de la ciudad de Gijón. Cuenta con un solo andén lateral de 60 metros al que accede una vía. Tiene la particularidad de situarse justo debajo de un puente.

## Servicios ferroviarios
Forma parte de la línea C-4 de Cercanías Asturias. Al menos treinta trenes diarios, en ambos sentidos, se detienen entre semana en el recinto. La frecuencia disminuye durante los fines de semana y festivos.
| procedencia/destino | < estación | Línea | estación >            | destino/procedencia |
| ------------------- | ---------- | ----- | --------------------- | ------------------- |
| Gijón               | Gijón      |       | Centro de Transportes | Cudillero           |